# Pantomallus fuligineus
Pantomallus fuligineus là một loài bọ cánh cứng trong họ Cerambycidae.